# Garkowszczyzna
Garkowszczyzna (biał. Гаркаўшчына; ros. Гаркавщина) – wieś na Białorusi, w obwodzie grodzieńskim, w rejonie świsłockim, w sielsowiecie Niezbodzicze, przy linii kolejowej Andrzejewicze – Świsłocz.
W dwudziestoleciu międzywojennym leżała w Polsce, w województwie białostockim, w powiecie wołkowyskim, w gminie Jałówka.